# Mortes em novembro de 2007
Mortes em 2007: ← – Janeiro – Fevereiro – Março – Abril – Maio – Junho – Julho – Agosto – Setembro – Outubro – Novembro – Dezembro – →
Esta é uma relação de pessoas notáveis que morreram durante o mês de novembro de 2007, listando nome, nacionalidade, ocupação e ano de nascimento.

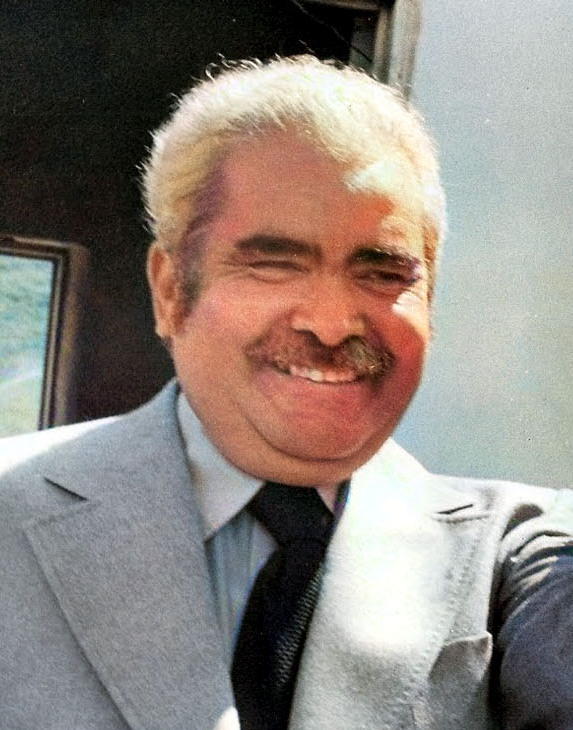
Luis Herrera Campins, ex-presidente da Venezuela.

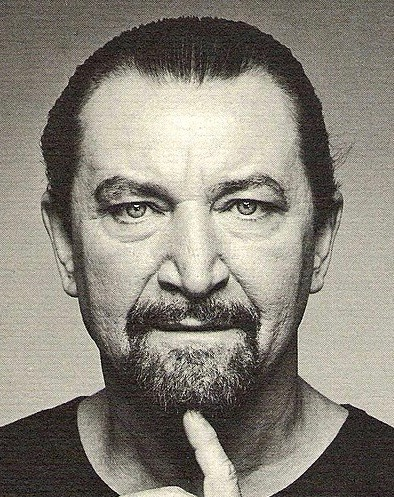
Maurice Béjart, dançarino e coreógrafo francês.

| Dia | Nome                   | Profissão ou motivo de reconhecimento | Nacionalidade  | Ano de nasc. | Ref    |
| --- | ---------------------- | ------------------------------------- | -------------- | ------------ | ------ |
| 1   | Paul Tibbets           | Militar                               | Estados Unidos | 1915         | [ 1 ]  |
| 2   | Alexandre Babo         | Dramaturgo                            | Portugal       | 1916         | [ 2 ]  |
| 2   | Igor Moiseyev          | Bailarino e coreógrafo                | Rússia         | 1906         | [ 3 ]  |
| 5   | Nils Liedholm          | Futebolista                           | Suécia         | 1922         | [ 4 ]  |
| 5   | Paul Norris            | Quadrinista                           | Estados Unidos | 1914         | [ 5 ]  |
| 6   | Enzo Biagi             | Jornalista e escritor                 | Itália         | 1920         | [ 6 ]  |
| 8   | Helena Samara          | Dubladora                             | Brasil         | 1933         | [ 7 ]  |
| 9   | Luis Herrera Campins   | Ex-presidente da República            | Venezuela      | 1925         | [ 8 ]  |
| 10  | Norman Mailer          | Escritor                              | Estados Unidos | 1923         | [ 9 ]  |
| 11  | Delbert Mann           | Realizador                            | Estados Unidos | 1920         | [ 10 ] |
| 12  | Ira Levin              | Escritor e dramaturgo                 | Estados Unidos | 1929         | [ 11 ] |
| 14  | Bertha Fry             | Supercentenária                       | Estados Unidos | 1893         | [ 12 ] |
| 16  | Pierre Granier-Deferre | Cineasta                              | França         | 1927         | [ 13 ] |
| 19  | Kevin DuBrow           | Músico                                | Estados Unidos | 1955         | [ 14 ] |
| 19  | Magda Szabó            | Escritora                             | Hungria        | 1917         | [ 15 ] |
| 20  | Ian Smith              | Político                              | Zimbabwe       | 1919         | [ 16 ] |
| 21  | Fernando Fernán Gómez  | Escritor, ator e realizador           | Espanha        | 1921         | [ 17 ] |
| 22  | Maurice Béjart         | Dançarino e coreógrafo                | França         | 1927         | [ 18 ] |
| 23  | Óscar Carmelo Sánchez  | Futebolista                           | Bolívia        | 1971         | [ 19 ] |
| 30  | François-Xavier Ortoli | Político                              | França         | 1925         | [ 20 ] |